# Ludwig von Kutzleben
Ludwig von Kutzleben (* 11. März 1803 in Freienbessingen (Kyffhäuserkreis); † 3. April 1875 in Gelnhausen) war ein deutscher Rittergutsbesitzer und Abgeordneter der kurhessischen Ständeversammlung.

## Leben
Ludwig von Kutzleben entstammte dem thüringischen Uradelsgeschlecht von Kutzleben und war der Sohn des kurhessischen Hauptmanns Friedrich von Kutzleben (1764–1833) und dessen Ehefrau Friederike Henriette Louise von Keudell (1776–1844). Er war Königlich-Holländischer Rittmeister und im Besitz des Ritterguts Wahlershausen, das er um 1860 verkaufte. In den Jahren 1852, 1855 und 1858 war Ludwig Mitglied der Zweiten Kammer der Kurhessischen Ständeversammlung, die nach den Unruhen im Jahre 1830 zum Zwecke der Verabschiedung einer Verfassung gebildet wurde und die Landstände der Landgrafschaft Hessen ablöste. Er war hier der Vertreter der Gruppe der höchstbesteuerten Grundbesitzer.
Am 16. Dezember 1818 heiratete er in Neudietendorf Mathilde Powalky. Aus der Ehe sind vier Töchter und vier Söhne hervorgegangen.
Sein Bruder Carl von Kutzleben war ebenfalls Rittergutsbesitzer und Landtagsabgeordneter.